# Xabec

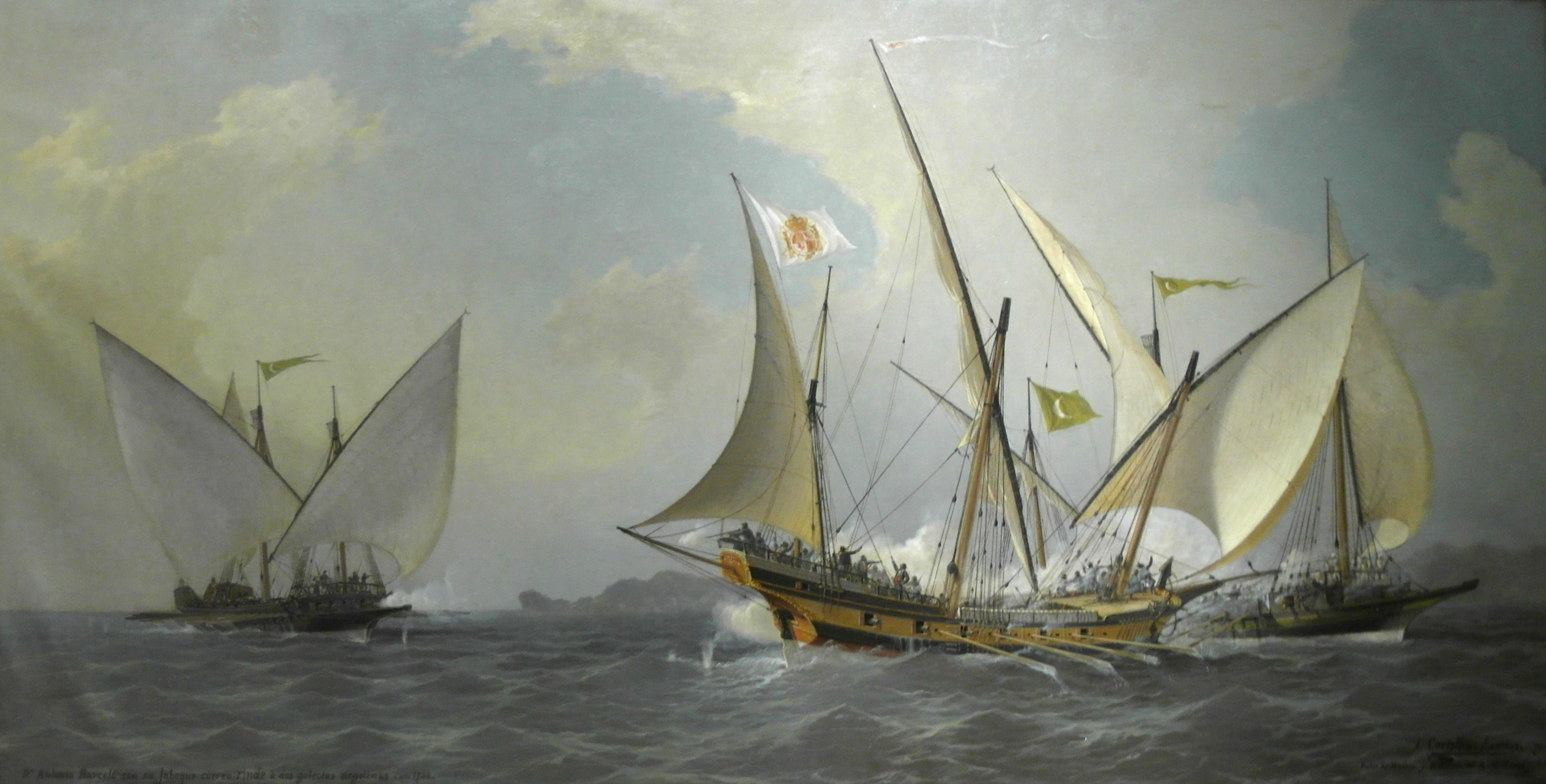
Xabec d'Antoni Barceló lluitant contra 2 galiotes de corsaris algerians (1738)

El xabec és una embarcació de vela triangular, amb la que també es podia navegar amb rems, encara que de forma merament auxiliar. Sorgeix al segle xv i va ser adoptat pels corsaris algerians i tunisians en les seves incursions contra les costes i la navegació cristiana a la Mediterrània. Inicialment el xabec barbaresc era propulsat per veles i rems, tot i que la vela és el sistema preferit de navegació, emprant els rems només per a maniobres complexes.

## Xabec algerià

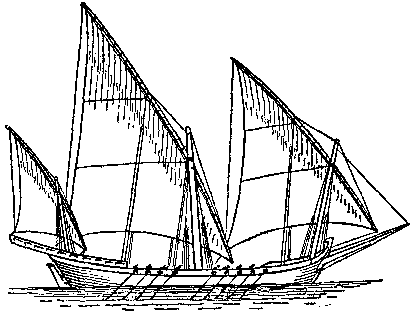
Xabec amb rems

A finals del segle xvii els corsaris magrebins modifiquen l'estructura del xabec suprimint els rems donant lloc a un vaixell de buc allargat, fàcil per realitzar les maniobres difícils i de poc calat, amb tres pals que duien com aparell veles llatines. El fet més característic era la inclinació cap endavant del pal de trinquet.
La seva velocitat, unida a l'artilleria que van començar a muntar al segle xvii, el feien temible. L'artilleria solia ser d'uns 20 canons en una bateria descoberta sobre la coberta. Durant els segles XVI, XVII i XVIII, els corsaris algerians i tunisians realitzaven freqüents incursions contra les costes espanyoles de la Mediterrània, sembrant el terror entre les poblacions costaneres.

## Xabec-polacra

Pla vèlic d'una polacra-xabec

A part del xabec clàssic, els espanyols i francesos modifiquen la seva estructura i creen, a mitjans del segle xviii, l'anomenada xabec-polacra. La diferència fonamental amb el xabec era l'aparell. En lloc de les típiques veles llatines dels xabecs portaven veles quadrades en els pals major i trinquet. Estaven dotats d'una bateria d'artilleria que oscil·lava entre 16 i 24 canons.

## Xabec espanyol
Construït a Cartagena el (1750) un bon exemple de xabec espanyol seria el Gitano. Fou el mallorqui Antoni Barceló qui els va emprar els xabecs intensament en combat i qui va ordenar la seva classificació. Així els distingia en tres classes:
- Grans, de 680 tones, i armament de 38 canons.
- Mitjans, de 420 tones, i un armament similar, per a operacions especials. D'aquest tipus se'n van construir quatre (San Fulgencio, Murciano, San Ramon i San Leandro)
- Petits, d'unes 275 tones i 20 canons, destinats a guardacostes i vigilància costanera.